# The Bangville Police
The Bangville Police és un curtmetratge mut de la Keystone dirigit per Henry Lehrman i protagonitzat per Mabel Normand i Fred Mace, entre d'altres, que satiritza els drames que es rodaven en aquella època directors com D. W. Griffith. Tot i que la Keystone ja havia rodat diferents pel·lícules on apareixien grups de policies més o menys desmanegats, aquesta pel·lícula va suposar la popularització dels Keystone Cops. Es va estrenar en mitja bobina (dues pel·lícules en una sola bobina) conjuntament amb “A Fishy Affair” el 24 d'abril de 1913.

## Argument
Della és la filla d'uns grangers que cuida una vaca i que voldria que aquesta tingués un vedellet. Una estona que queda sola sent dos desconeguts que han entrat a l'estable a jeure a la palla i els confon amb lladres. Ràpidament s'atrinxera a casa i truca la policia, la qual ve de la manera més estrambòtica possible. De fet, excepte el cap, van sense uniforme i corrent a peu per lo que semblen més uns grangers que no pas uns policies. Mentrestant, la mare sent com Della demana ajuda i després d'anar a buscar el pare intenten entrar a la casa  amb l'oposició de la filla que creu que són els lladres. Més tard, quan arriben els policies es produeix la mateixa situació fins que tothom s'adona que ha estat una falsa alarma. En aquell moment descobreixen que la vaca ha tingut un vedell.

## Repartiment
- Fred Mace (el cap de policia)
- Mabel Normand (Della, la noia)
- Nick Cogley (el pare)
- Dot Farley (la mare)
- Raymond Hatton (policia)
- Edgar Kennedy (policia, amb una forca)
- Charles Avery (policia)
- Jack Leonard (policia)
- Rube Miller (policia)
- Fred Happ (policia)